# Alcatel Idol 4
Alcatel Idol 4 і Idol 4S — це смартфони, вироблені TCL Corporation і продавалися від імені компанії Alcatel Mobile. Вони були представлені під час Mobile World Congress у лютому 2016 року і є наступниками Idol 3. Idol 4 позиціонувався як пристрій середнього класу, а 4S є моделлю вищого класу з швидшим процесором, більшим дисплеєм 1440p і комплектним шоломом віртуальної реальності, який служить як упаковка пристрою.

## Дизайн
Дизайн серії смартфонів, Idol 4 складається зі скла з обох боків, які захищені Corning Gorilla Glass 3 і пластиковою рамою, яка розташована між злегка вигнутим переднім екраном 2,5D і металевою рамою. Він оснащений двосторонньою системою динаміків, розробленою у співпраці з JBL, з динаміками на верхній і нижній гранях з обох боків пристрою. На задній панелі розташована, камера яка на вигляд ідентична як у Samsung Galaxy S7, правіше камери, світлодіодний спалах. Нижче камери є круглий сканер відбитків пальців, логотип alcatel а на низу вже логотип серії Idol, FCC ID і надпис TCL Corporation. З правого боку посередині розмістилася кнопка «Boom Key», вище гойдалка гучності звука. На лівому боці кнопка живлення і гібридний лоток для двох SIM-карток, або на одну SIM і карту пам'яті MicroSDXC. На верхній стороні є роз'єм 3,5 мм для навушників і мікрофон із шумопоглинанням. Знизу ще один мікрофон, і роз'єм microUSB.

## Технічні характеристики

### Апаратне забезпечення
Idol 4 оснащений процесором Qualcomm Snapdragon 617 і графічним процесором Adreno 402, а Idol 4s — процесором Qualcomm Snapdragon 652 і графічним процесором Adreno 510. Обидва мають одну конфігурацію постійної пам'яті, 32 ГБ eMMC 5.1. Idol 4 доступний з 2 ГБ ОЗП (або для деяких моделей 3 ГБ); 4s доступний з 3 ГБ оперативної пам’яті. Розширення карти MicroSDXC підтримується в обох моделях до 512 ГБ з однією або гібридною двома SIM-карткою. Дисплей представляє собою 5,2-дюймовий (130 мм) IPS LCD-панель 1080p (1080 × 1920) з щільністю пікселів 424 ppi для Idol 4. Idol 4s має 5,5-дюймовий (140 мм) Super AMOLED екран, з вищою роздільною здатністю екрану 1440p (2560 × 1440), відповідно більша і щільність пікселів 534 ppi. Ємність акумулятора становить 2610 мА·г для Idol 4 і 3000 мА·г для Idol 4s. Idol 4 і 4S мають 8-мегапіксельні фронтальні камери і 13/16-мегапіксельні задні камери відповідно. У 4s включений сканер відбитків пальців, встановлений на задній панелі.

## Програмне забезпечення
Серія Idol 4 постачалася з Android 6.0 «Marshmallow». Alcatel планувала надати оновлення до Android 7.0 «Nougat» у майбутньому. «Boom Key» на бічній панелі пристрою можна використовувати для активації певних функцій у програмному забезпеченні, наприклад, розбудити телефон безпосередньо до камери, покращення музичного звуку, та активація нітро в грі Asphalt.

### Версія на Windows 10 Mobile
10 листопада 2016 року Alcatel представив версію Idol 4S під управлінням Windows 10 Mobile, партнером по випуску якої виступив T-Mobile US. Версія Idol 4S для Windows 10 містить зміни від версії Android ще і в апаратній частині, включаючи зміну системи на кристалі на Qualcomm Snapdragon 820 і 4 ГБ оперативної пам’яті, 21-мегапіксельну задню камеру та заміну дисплея 1440p на екран роздільною здатністю 1080p.

## Критика
The Verge вважав Idol 4S спробою Alcatel просунутися на ринок вищого класу, замінивши пластик, який використовувався на попередніх моделях Idol, на більш якісні матеріали та «добре сконструйоване» шасі. Дисплей Quad HD отримав похвалу за те, що він кращий, ніж у Nexus 6P, хоча і не такий «сліпучо яскравий» під прямим сонячним світлом, як дисплеї Samsung. Акустичну систему також вважали «потужною», заявивши, що вона «[засоромила] Galaxy S7 Edge і фактично віддала належне новому синглу Justice». Функції Boom Key були оцінені як «не особливо корисні» і «недостатньо важлива для впевненості», щоб вимагати спеціального кнопки. Продуктивність Idol 4S була визнана хорошою, пояснюючи, що «вона може бути не настільки вражаючою в технічних характеристиках, але в реальному світі я намагався знайти різницю в продуктивності між 4S та більш потужними телефонами [Qualcomm Snapdragon 820]." Камеру критикували за те, що вона не має оптичної стабілізації зображення та має нижчу якість порівняно з конкурентами. На завершення The Verge вважає, що Idol 4S «не розчарував», але не мав достатньо відмінних функцій, щоб виділити його серед основних конкурентів за своєю ціною.
VentureBeat вважав коробку з гарнітурою VR як «розумну додавання вартості», яка могла б стати «гарним способом перенести віртуальну реальність на нижчий ринок із вищих висот Oculus». The Verge вважала гарнітуру зручною, але обмеженою в порівнянні з Samsung Gear VR через її низький рівень функціональності, відсутність регулювання об’єктива та відсутність партнерських стосунків (як у Oculus і Gear VR) за межами сумісності зі змістом для Google Cardboard.

## Версія під брендом BlackBerry
У липні 2016 року BlackBerry Limited представила ребрендовану версію Idol 4 у партнерстві з TCL, відому як BlackBerry DTEK50. За характеристиками та дизайном він схожий на Idol 4, хоча з незначними змінами, такими як заміна скляної підкладки на гумове покриття. На пристрої працює дистрибутив Android, розроблений BlackBerry, подібний до його першого пристрою Android, Priv, у якого додані функції безпеки та орієнтований на підприємства. Потім у жовтні 2016 року пішла під ребрендинг і Idol 4S, відома як BlackBerry DTEK60.